# Winnenden
Winnenden és un municipi de l'estat Baden-Württemberg a Alemanya. A la fi del 2012 tenia 27.287 habitants. Forma una associació intercomunal amb els municipis veïns de Leutenbach i Schwaikheim.

## Història
L'11 de març de 2009 hi moren 16 persones, inclòs l'autor, en un tiroteig en una escola, que tot seguit continua amb una fuga per part de l'assassí, abatut per la policia en un centre comercial.

## Ciutats agermanades
- Albertville, França
- Santo Domingo de la Calzada, Espanya